# Lille kålsommerfugl
Lille kålsommerfugl (Pieris rapae) er en sommerfugl i hvidvingefamilien. Den forekommer vidt udbredt i Europa, Nordafrika og gennem Asien til Japan. Den er indført til Nordamerika, hvor den nu er almindelig. Arten er en af de almindeligste danske dagsommerfugle. Lille kålsommerfugl optræder over hele Danmark, kun i skove og på heder findes den ikke. Den lille kålsommerfugls flyvetid starter normalt i begyndelsen af maj og varer til omkring oktober.

## Skadedyr
I opblomstringsår, hvor mængden af parasitter på sommerfuglen har været lav og vejrforholdene i foråret har været optimale, kan de forekomme i store mængder og optræde som skadedyr i haver, hvor de som stor kålsommerfugl lever på kålplanter. Larverne kan afpille kålen så kun ribberne står tilbage.

## Udseende
Den lille kålsommerfugl ligner umiddelbart stor kålsommerfugl. Men den lille kålsommerfugls tegning på forvingespidsen er grålig i stedet for sort og strækker sig ikke så langt ned langs vingesømmen (kun 1/4 af vingesømmen mod den store kålsommerfugls 2/3 af vingesømmen). Lille kålsommerfugls vingefang er kun på ca. 45 mm. Hunnen har noget tydeligere tegninger end hannen og kan være gullig i stedet for hvid.

## Livscyklus
Lille kålsommerfugl har typisk tre generationer over en sommer. Æggene lægges og klækkes efter ca. 5 dage (i varmt vejr kan der dog gå kun 2 dage). Larven er udvokset efter ca. 2 – 3 uger og den forpupper sig dermed. I varmt vejr klækkes puppen efter kun en uge, så den fuldvoksne sommerfugl kun er ca. 25 dage om udviklingen fra ægget lægges. Efterårets pupper overvintrer til næste forår.

### Træk
I år med store forekomster af sommerfuglen kan man se egentlige træk af store flokke i juli. Sådanne træk kan foregå over flere hundrede kilometer. Som pesticider er blevet mere og mere anvendt i landbruget er det dog ikke længere så almindeligt at se den lille kålsommerfugl på træk.

## Foderplanter
Kål, raps, kålroe og mange andre arter af korsblomster f.eks. løgkarse, strandsennep og agersennep. Fælles for foderplanterne er, at de kan danne sennepsolier som kemisk forsvar. Kålormene undgår dannelse af dette forsvarsstof ved hjælp af et særligt protein, nitrilspecificerende protein.